# Calvin Hemery
Calvin Hemery (* 28. Januar 1995 in Les Lilas) ist ein französischer Tennisspieler.

## Karriere
Hemery spielt hauptsächlich auf der ITF Future Tour und der ATP Challenger Tour. Er gewann jeweils einen ITF Titel im Einzel und im Doppel sowie in Istanbul seinen ersten Challengertitel im Doppel.
Sein Debüt auf der ATP Tour feierte er 2015 bei den Swiss Open Gstaad, wo er als Qualifikant in der ersten Runde Dušan Lajović mit 5:7, 2:6 unterlag. Bei den French Open 2016 ging er dank einer Wildcard erstmals bei einem Grand-Slam-Turnier an den Start. Er verlor in der Auftaktrunde mit seinem Partner Mathias Bourgue gegen die Paarung aus Denis Kudla und Julio Peralta.

## Erfolge
| Legende (Anzahl der Siege) |
| Grand Slam                 |
| ATP Finals                 |
| ATP Tour Masters 1000      |
| ATP Tour 500               |
| ATP Tour 250               |
| ATP Challenger Tour (2)    |

### Einzel

#### Turniersiege
| Nr. | Datum         | Turnier | Belag | Finalgegner | Ergebnis |
| --- | ------------- | ------- | ----- | ----------- | -------- |
| 1.  | 30. Juli 2017 | Tampere | Sand  | Pedro Sousa | 6:3, 6:4 |

### Doppel

#### Turniersiege
| Nr. | Datum              | Turnier  | Belag | Partner       | Finalgegner                    | Ergebnis |
| --- | ------------------ | -------- | ----- | ------------- | ------------------------------ | -------- |
| 1.  | 17. September 2016 | Istanbul | Sand  | Sadio Doumbia | Marco Chiudinelli Marius Copil | 6:4, 6:3 |